# Lawrence Sher
Lawrence Sher, né le 4 février 1970 à Teaneck (New Jersey) aux États-Unis, est un directeur de la photographie américain.
Il est connu pour avoir signé la photographie des films Joker et Joker : Folie à Deux de Todd Phillips sortis respectivement en 2019 et 2024. Il a décroché l'Oscar de la meilleure photographie pour le premier lors des Oscars 2020.

## Filmographie

### Cinéma

#### Longs métrages
- 1995 : Captain Jack de Scott Wiper
- 1997 : Courting Courtney de Paul Tarantino
- 2000 : A Better Way to Die de Scott Wiper
- 2001 : La Tentation de Jessica (Kissing Jessica Stein) de Charles Herman-Wurmfeld
- 2002 : Emmett's Mark de Keith Snyder
- 2004 : Garden State de Zach Braff
- 2004 : Club Dread de Jay Chandrasekhar
- 2005 : The Chumscrubber de Arie Posin
- 2005 : Shérif, fais-moi peur (The Dukes of Hazzard) de Jay Chandrasekhar
- 2005 : Secrets entre amis (en) (Life of the Party) de Barra Grant (en)
- 2006 : Vendeurs d'élite (Grilled) de Jason Ensler
- 2007 : Le Cœur à vif (When a Man Falls in the Forest) de Ryan Eslinger
- 2007 : Coup de foudre à Rhode Island (Dan in Real Life) de Peter Hedges
- 2008 : The Promotion de Steve Conrad
- 2008 : Trucker de James Mottern
- 2009 : I Love You, Man de John Hamburg
- 2009 : Very Bad Trip (The Hangover) de Todd Phillips
- 2010 : Date limite (Due Date) de Todd Phillips
- 2011 : Paul de Greg Mottola
- 2011 : Very Bad Trip 2 (The Hangover Part II) de Todd Phillips
- 2011 : The Big Year de David Frankel
- 2012 : The Dictator de Larry Charles
- 2013 : Very Bad Trip 3 (The Hangover Part III) de Todd Phillips
- 2014 : Le Rôle de ma vie (Wish I Was Here) de Zach Braff
- 2016 : War Dogs de Todd Phillips
- 2019 : Godzilla 2 : Roi des monstres (Godzilla: King of the Monsters) de Michael Dougherty
- 2019 : Joker de Todd Phillips
- 2022 : Black Adam de Jaume Collet-Serra
- 2024 : Joker : Folie à deux de Todd Phillips
- 2026 : The Bride de Maggie Gyllenhaal

#### Courts métrages
- 1992 : The Return of Wes Lauren de Scott Wiper
- 1999 : 12 Stops on the Road to Nowhere de Jay Lowi
- 2000 : Boxing's Been Good to Me de Temple Brown
- 2006 : When the Nines Roll Over de David Benioff

### Télévision

#### Séries télévisées
- 2001 : Le Monde merveilleux de Disney (The Wonderful World of Disney) (épisode "The Facts of Life Reunion")
- 2007 : Andy Barker, P.I. (épisode pilote)
- 2007 : Cavemen
- 2011 : Enlightened (épisode pilote)

#### Téléfilms
- 1998 : On the Border de Bob Misiorowski
- 1999 : Alerte aux requins (Shark Attack) de Bob Misiorowski
- 2003 : Legally Blonde de Charles Herman-Wurmfeld
- 2009 : The Eastmans de Jason Ensler
- 2017 : Cheeky Plates for Target de Sophia Banks

## Distinctions

### Nominations
- Oscars 2020 : Meilleure photographie pour Joker
- BAFTA 2020 : Meilleure photographie pour Joker
- Critics' Choice Awards 2020 : Meilleure photographie pour Joker